# Beautiful (chanson de Mariah Carey)
Pour les articles homonymes, voir Beautiful.
Singles de Mariah Carey
Almost Home
(2013) The Art of Letting Go
(2013)
Singles par Miguel
Power Trip
(2013)
Beautiful est une chanson de l'auteure-compositrice-interprète Mariah Carey, en duo avec Miguel, sortie en tant que single le 7 mai 2013. Le titre est écrit par Mariah Carey, Miguel Pimentel, Nathan Perez, Brook Davis et composé par Mariah Carey, Miguel Pimentel, Happy Perez. Le titre est le 1er extrait de l'opus Me. I Am Mariah... The Elusive Chanteuse. Mariah Carey interprète cette chanson à la finale d'American Idol, à Good Morning America et aussi au Hot 97 Summer Jam 2013. 

## Accueil
La chanson débute à la 4e place au Billboard Hot 100. Le titre s'érige à la 2nde place en Australie, 9e rang au Danemark, 5e place en Croatie, 5e position en Afrique du Sud et obtient la 3e place en Corée du Sud et au Billboard Us R&B:Hip-Hop Songs. Au total, il s'écoule plus d'un million de copies du single.

## Vidéoclip
Le vidéoclip est dirigé par Joseph Kahn. Il y démontre plusieurs scènes ou Mariah Carey chante son titre sur une moto puis chante avec Miguel Pimentel dans une voiture. À la fin elle danse vêtue d'une robe jaune devant une voiture ou se trouve Miguel Pimentel.

## Remixes
Le titre bénéficie des plusieurs remixes. Les remixes urbains comprennent un featuring avec agrémenté d'Asap Rocky,  un avec Miguel et Young Jeezy et un autre de DJ Mustard . 
Les remixes clubs sont quant à eux, réalisés par Little Louie Vega et Sidney Samson.

## Autre version
Le titre contient une version enregistrée en anglais et espagnol prénommé Hermosa.

## Liste des pistes
| - Téléchargement digital 1. Beautiful (featuring Miguel Pimentel) – 3:22 - Téléchargement digital – Spanglish Remix 1. Beautiful (Spanglish Version) – 3:21 | - Téléchargement digital – Remix, 1. Beautiful (Remix) (featuring Miguel Pimentel et ASAP Rocky) – 3:21 2. Beautiful (Remix) (featuring Miguel Pimentel et Young Jeezy) – 3:23 |

## Classement hebdomadaire
| Classement (2013)                       | Meilleure position |
| --------------------------------------- | ------------------ |
| Afrique du Sud (Mediaguide)             | 5                  |
| Australie (ARIA)                        | 6                  |
| Australie (ARIA Urban)                  | 2                  |
| Belgique (Flandre Ultratip 100)         | 50                 |
| Belgique (Wallonie Ultratip 50)         | 37                 |
| Brésil (Brasil Hot 100 Airplay)         | 42                 |
| Canada (Hot 100)                        | 27                 |
| Corée du Sud (Gaon International Chart) | 3                  |
| Croatie (Croatie Airplay Radio Chart)   | 5                  |
| Danemark (Tracklisten)                  | 9                  |
| Écosse (OCC)                            | 37                 |
| Espagne (PROMUSICAE)                    | 22                 |
| États-Unis (Hot 100)                    | 15                 |
| États-Unis (R&B/Hip-Hop Songs)          | 3                  |
| États-Unis (Pop Airplay)                | 15                 |
| France (SNEP)                           | 41                 |
| Irlande (IRMA)                          | 86                 |
| Japon (Hot 100)                         | 77                 |
| Japon (Adult Contemporary)              | 20                 |
| Pays-Bas (Single Top 100)               | 68                 |
| Nouvelle-Zélande (RMNZ)                 | 10                 |
| Royaume-Uni (UK Singles Chart)          | 22                 |
| Royaume-Uni (UK R&B Chart)              | 4                  |
| Slovaquie (IFPI Rádio)                  | 65                 |